# Kadokawa Shoten
Kadokawa Shoten (角川書店) is een Japanse uitgever die werd opgericht op 10 november 1945. Het is een bedrijfsdivisie van Kadokawa Corporation sinds 1 oktober 2013. Kadokawa Shoten publiceert manga, light novels, computerspellen, animatiefilms en tijdschriften.

## Geschiedenis

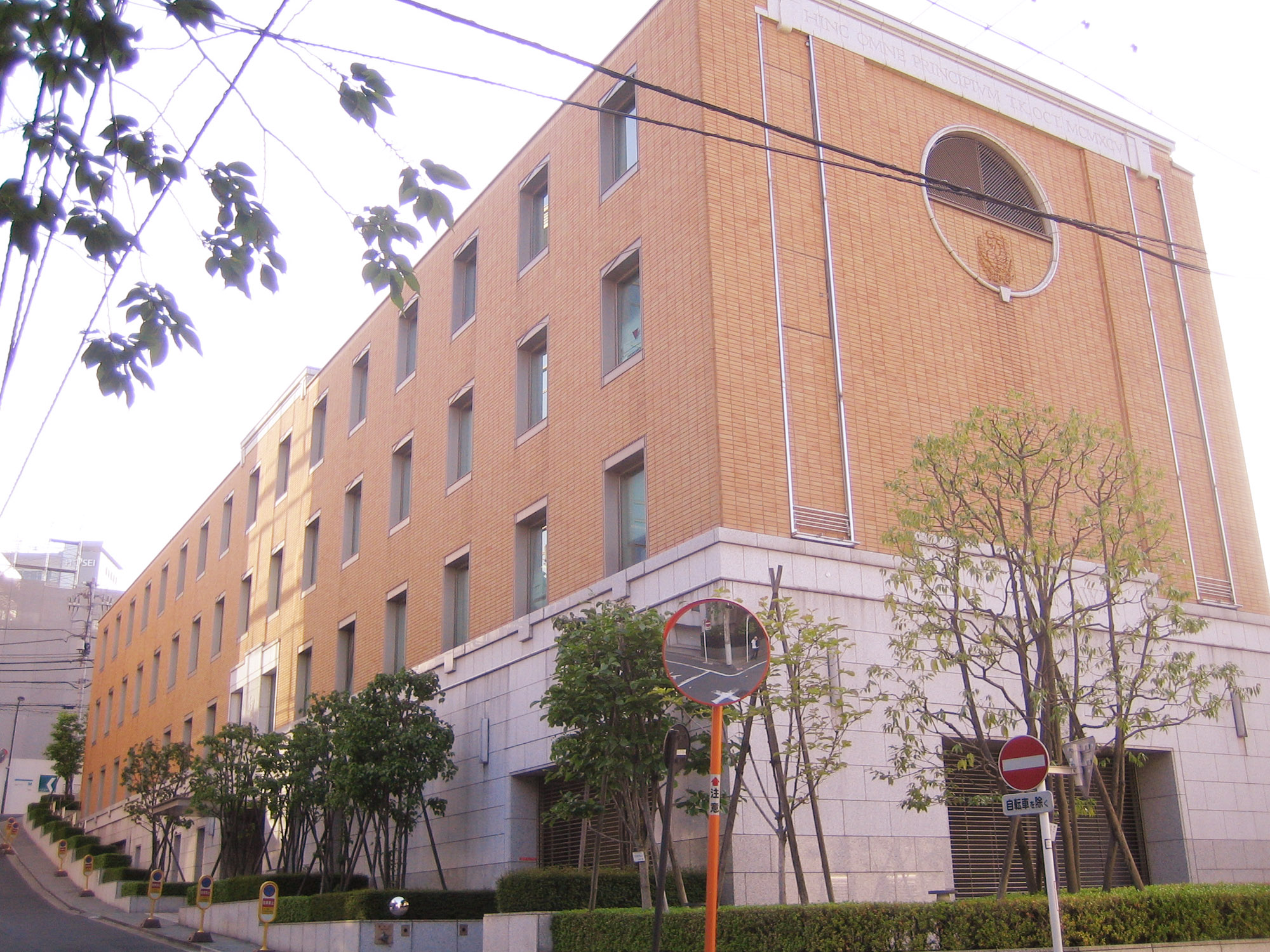
Hoofdkantoor van Kadokawa Shoten.

Kadokawa Shoten werd op 10 november 1945 in Tokio opgericht door Genyoshi Kadokawa. Zijn eerste publicatie was in 1949. In 1975 werd zijn zoon Haruki bedrijfsleider nadat Genyoshi kwam te overlijden. Op 1 april 2003 werd het bedrijf hernoemd naar Kadokawa Holdings en de uitgeverstak ging verder onder de naam Kadokawa Shoten. Na een fusie met acht andere bedrijven stopte het in 2013 als kabushiki gaisha en werd het een merknaam van Kadokawa Corporation.
Men publiceert verschillende mangatijdschriften. Het tijdschrift Gundam Ace bereikte in 2005 een oplage van ruim 200.000 exemplaren per maand.

## Gepubliceerde werken
Een selectie van gepubliceerde werken.

### Tijdschriften
- .hack
- Another
- Comp Ace
- Comptiq
- Gekkan Shonen Ace
- Gundam Ace
- Monthly Asuka
- Newtype
- Young Ace

### Computerspellen
- Killer Is Dead
- Lollipop Chainsaw
- Lunar: Eternal Blue Complete
- Lunar: Silver Star Story Complete
- Record of Lodoss War
- Rodea the Sky Soldier
- Steins;Gate